# Viola llullaillacoensis
Viola llullaillacoensis är en violväxtart som beskrevs av Wilhelm Becker. Viola llullaillacoensis ingår i släktet violer, och familjen violväxter. Inga underarter finns listade i Catalogue of Life.